# Adriano Teixeira
Adriano Teixeira, właśc. Adriano Félix Teixeira (ur. 7 kwietnia 1973 w Fortalezie) – piłkarz brazylijski, występujący podczas kariery na pozycji obrońcy.

## Kariera klubowa
Adriano karierę piłkarską rozpoczął w klubie Ferroviário Fortaleza w 1992. W latach 1992–1996 był zawodnikiem Sportu Recife. Ze Sportem dwukrotnie zdobył mistrzostwo stanu Pernambuco – Campeonato Pernambucano w 1993 i 1994. W Sporcie 12 września 1993 w przegranym 0-3 meczu z SE Palmeiras Adriano zadebiutował w lidze brazylijskiej. W latach 1996–1997 i 1998-1999 występował w Hiszpanii w Celcie Vigo. Międzyczasie wrócił do Brazylii i występował we Fluminense FC.
W trakcie sezonu 1999-2000 przeszedł do drugoligowej Composteli. W latach 2003–2004 występował w trzecioligowej Leonesie. W 2005 powrócił do Brazylii i został zawodnikiem CR Vasco da Gama. Ostatnim klubem w karierze Adriano było Santa Cruz Recife, w którym zakończył karierę w 2007. W Santa Cruz 3 grudnia 2006 przegranym 1-3 meczu z Santosie FC Adriano po raz ostatni wystąpił w lidze. Ogółem w latach 1993-2006 w lidze brazylijskiej wystąpił w 73 meczach.

## Kariera reprezentacyjna
Adriano w reprezentacji Brazylii zadebiutował 27 kwietnia 1995 w wygranym 4-2 towarzyskim meczu z klubem Valencia CF. Drugi i ostatni raz w reprezentacji Adriano wystąpił 27 września 1995 w zremisowanym 2-2 meczu z reprezentacją Rumunii.
| Mecze i gole w reprezentacji | Mecze i gole w reprezentacji | Mecze i gole w reprezentacji | Mecze i gole w reprezentacji | Mecze i gole w reprezentacji | Mecze i gole w reprezentacji | Mecze i gole w reprezentacji |
| #                            | Data                         | Miasto                       | Przeciwnik                   | Gol                          | Wynik                        | Rozgrywki                    |
| ---------------------------- | ---------------------------- | ---------------------------- | ---------------------------- | ---------------------------- | ---------------------------- | ---------------------------- |
| N1.                          | 27.04.1995                   | Walencja                     | Valencia CF                  |                              | 4:2                          | towarzyski                   |
| 1.                           | 27.09.1995                   | Belo Horizonte               | Rumunia                      |                              | 2:2                          | towarzyski                   |